# Hidrid
Hidrid je naziv za negativni jon vodonika, −. Iako samo određeni broj elemenata gradi jedinjenja u kojima postoji hidridni jon, hidridima se nazivaju sva binarna jedinjenja vodonika sa većinom hemijskih elemenata, bez obzira na oblik u kojem se vodonik nalazi. Vodonik ne gradi binarna jedinjenja sa nekim prelaznim elementima i plemenitim gasovima.
Hidridi se najčešće dele prema tipu hemijske veze i to na:
- Jonske hidride,
- Kovalentne hidride,
- Metalne ili intersticijalne hidride, i
- Intermedijarne hidride.

## Hidridni jon
Hidridni jon predstavlja najjednostavniji anjon, a sastoji se od dva elektrona i jednog protona. Kako vodonik ima relativno mali elektronski afinitet (72.77 ), hidridni jon je izrazito bazan zbog čega ne postoji u vodenim rastvorima. Sa H+ jonima reaguje prema reakciji:
Zbog izrazite egzotermnosti navedene reakcije, hidridni jon je u stanju da izdvoji H+ jon iz većine jedinjenja koja sadrže vodonik. Zbog male vrednosti elektronskog afiniteta vodonika i jačine H-H veze hidridni jon je izrazito jako redukciono sredstvo:
Postojanje hidridnog jona je dokazano u kristalima hidrida alkalnih i težih zemnoalkalnih metala (i). Dokazi za postojanje − jona u ovim jedinjenjima su: neusmerenost hemijskih veza (odsustvo kovalentnog karaktera), električna provodljivost talina i izdvajanje vodonika na anodi prilikom elektrolize istih. Kako se većina ovih hidrida raspada pre tačke topljenja, oni se mogu elektrolizovati iz eutektičke smese LiCl/KCl.
Hidridni jon je prilično difuzan, zbog čega njegov radijus znatno zavisi od vrste katjona koji se nalazi u strukturi.

## Jonski hidridi
Jonski hidridi su jedinjenja u kojima postoji − jon. Binarne (opšte formule MH ili MH2, npr. LiH) jonske hidride grade alkalni i teži zemnoalkalni metali. Binarni hidridi alkalnih metala kristališu u strukturi NaCl-a, a hidridi zemnoalkalnih metala koji su jonskog tipa imaju ortorombičnu strukturu 2. Dobijaju se direktnim reakcijama između metala i vodonika na relativno visokim temperaturama.
Bor, aluminijum i galijum grade kompleksne hidride opšte formule  (gde je  alkalni metal, a MII = B, Al ili Ga) koji imaju veći udio kovalentne veze. Zbog izrazitog afiniteta prema H+ jonu, kao i dobre rastvorljivosti u eteru, ovi hidridi se koriste za redukciju organskih jedinjenja. Kompleksni hidridi se dobijaju reakcijom alkalnih hidrida sa vodonicima aluminijuma, bora i galijuma, i to u nevodenim rastvaračima:
Redukcije organskih jedinjenja pomoću hidrida se izvode u aprotičnim rastvaračima kao što je etar. Ove reakcije se ne mogu izvesti u vodi i većini protičnih rastvarača zbog reakcije − jona sa protonom:

## Kovalentni hidridi
Kovalentni hidridi su jedinjenja vodonika sa p-elementima, sa izuzetkom plemenitih gasova, indijuma i talijuma. Veza u kovalentnim hidridima je manje ili više polarna, a vodonik posjeduje parcijalno pozitivno naelektrisanje. Izuzetak su hidridi bora u kojima vodonik ima parcijalno pozitivno naelektrisanje. U kovalentne hidride spadaju ugljovodici, borani, itd. Prema tipu veze, kovalentni hidridi se dele na:
- hidride koji imaju normalnu kovalentnu vezu ostvarenu preko elektronskog para (hidridi 14.-17. grupe PSE),
- hidride koji su elektron-deficitarni (kovalentni hidridi 13. grupe PSE)

Kovalentni hidridi imaju niske tačke topljenja i ključanja. Hidridi najelektronegativnijih elemenata podležu autojonizaciji kada su u tečnom stanju.

### Dobijanje kovalentnih hidrida
Metode koje se koriste za dobijanje kovalentnih hidrida zavise od njihove termodinamičke stabilnosti.
Hidridi najelektronegativnijih elemenata, kao što su ,  i , se dobijaju direktnom reakcijom između elemenata. Entalpije nastajanja ovih hidrida su negativne.
Hidridi manje elektronegativnih elemenata se mogu dobiti reakcijama kisele hidrolize odgovarajućih soli, pirolizom viših hidrida, električnim pražnjenjem, delovanjem mikrotalasa, itd.

## Elektron-deficitarni hidridi
Elektron-deficitarni hidridi su hidridi u kojima postoje tzv. policentarske kovalentne veze. Policentarske veze su veze u kojima jedan elektronski par povezuje više od dva atoma. Ovakve veze su karakteristične za hidride bora.

## Metalni ili intersticijalni hidridi
Hidridi većine d-elemenata, lantanoida i aktinoida spadaju u metalne ili intersticijalne hidride. Elementi koji se nalaze u sredini d-bloka ne grade ovu vrstu hidrida (tzv. elementi "vodonikove praznine"). Osobine metalnih hidrida su slične osobinama metala iz kojeg su dobijeni - imaju sličnu tvrdoću, metalni sjaj, električnu provodljivost i magnetske osobine. Gustoće metalnih hidrida su manje od gustina polaznih metala jer su atomi vodonika, smješteni u šupljinama (intersticijama) gusto pakovanih atoma metalne rešetke, izazivaju njenu ekspanziju. Najčešće su nestehiometrijskog sastava i zapravo predstavljaju čvrste rastvore kao npr. 2,87, 1,8, 1,6, 0,7, itd.
Metalni hidridi se dobijaju relativno blagim zagrevanjem metala u struji vodonika pri visokim pritiscima. Reakcione temperature nisu visoke jer su metalni hidridi termički nestabilni.
Jedan od najinteresantnijih metalnih hidrida je paladijum hidrid, 0,7, koji nastaje hlađenjem paladijuma u vodoniku. Paladijum ima mogućnost da apsorbuje 935 puta veću zapreminu vodonika od vlastite. Zagrevanjem 0,7 dolazi do oslobađanja vodonika, pri čemu je oslobođena količina nezavisna od hemijskog sastava hidrida, a proporcionalna je pritisku i temperaturi. Sistem Pd/H2 se koristi za pročišćavanje vodonika, a izučava se kao potencijalni rezervoar sa sigurno čuvanje vodonika u vozilima na gorivne ćelije.

## Intermedijerni hidridi
Određeni broj elemenata gradi hidride koji se ne mogu svrstati ni u jednu od navedenih klasa, iako su najsličniji kovalentnim hidridima. U ovu klasu spadaju hidridi lakših zemnoalkalnih metala;  se javlja kao lančani polimer, a  ima strukturu rutila i po svojim osobinama leži između jonskih i kovalentnih hidrida. U ovu klasu spadaju i hidridi metala 12. grupe PSE - ZnH2 i 2 - kao i bakar(I) hidrid, CuH.

## Nomenklatura
Jonski hidridi (koji sadrže - jon) se imenuje kao "metal hidrid", npr. natrijum hidrid, stroncijum hidrid, itd.
Hidridi elektropozitivnijih p-elemenata se imenuju dodavanjem sufiksa -an, npr. bor-boran, galijum-galan, olovo-plumban, itd. „AlH“3 se može imenovati kao aluminijum hidrid ili aluman. Hidridi ugljenika su alkani, alkeni i alkini. Neki hidridi p-elemenata imaju trivijalna imena, kao npr. amonijak (prema IUPAC-u azan), fosfin (fosfan), arsin (arsan), itd.
Jedinjenja vodonika sa elektronegativnijim p-elementima se mogu smatrati hidridima, ali se imenuju kao "vodonikova jedinjenja":
- kiseonik: voda (vodonik oksid), vodonik peroksid
- sumpor: vodonik sulfid
- selen: vodonik selenid
- telur: vodonik telurid
- halogeni: vodonik halidi

Protid, deuterid i tritid su nazivi za jone ili jedinjenja koji sadrže izotope vodonika protijum, deuterijum i tricijum.

## Literatura
1. ↑  Kahrović, E., Anorganska hemija, Univerzitetska knjiga, Sarajevo, 2005
2. ↑  Međunarodna unija za čistu i primenjenu hemiju (2005).  .